# Eurolega 2011-2012
La CERH European League 2011-2012 è stata la 47ª edizione della massima competizione europea di hockey su pista riservata alle squadre di club. Il torneo ha avuto luogo dal 19 novembre 2011 al 27 maggio 2012.
Il titolo fu conquistato per il secondo anno consecutivo dal Liceo La Coruña, che sconfisse il Barcellona nella finale disputata a Lodi.
| Indice Formula · Squadre partecipanti Fase a gironi: Gruppo A · Gruppo B · Gruppo C · Gruppo D Final eight: Quarti di finale · Semifinali · Finale Squadra campione Note · Voci correlate · Collegamenti esterni |

## Formula
Il torneo fu strutturato in due fasi.
Fase a gironi
I sedici club partecipanti furono divisi in quattro raggruppamenti da quattro squadre ciascuno, disputati con la formula del girone all'italiana con partite di andata e ritorno. Le prime due classificate di ogni girone, per un totale di otto club, si qualificarono per la fase successiva.
Final eight
La final eight si disputò in sede unica con la formula dell'eliminazione diretta con gara singola; la vincente fu proclamata campione d'Europa.

## Squadre partecipanti
| Nazione    | Città               | Club                                              | Qualificato come        |
| ---------- | ------------------- | ------------------------------------------------- | ----------------------- |
| Spagna     | Barcellona          | Futbol Club Barcelona                             | 3° in OK Liga           |
| Spagna     | La Coruña           | Hockey Club Liceo La Coruña                       | Campione d'Europa       |
| Spagna     | Noia                | Club Esportiu Noia                                | 4° in OK Liga           |
| Spagna     | Reus                | Reus Deportiu                                     | Campione di Spagna      |
| Spagna     | Vic                 | Club Patí Vic                                     | 5° in OK Liga           |
| Portogallo | Lisbona             | Sport Lisboa e Benfica                            | 2° in 1ª Divisão        |
| Portogallo | Madalena            | Candelária Sport Clube                            | 4° in 1ª Divisão        |
| Portogallo | Oliveira de Azeméis | União Desportiva Oliveirense                      | 3° in 1ª Divisão        |
| Portogallo | Porto               | Futebol Clube do Porto                            | Campione del Portogallo |
| Italia     | Lodi                | Amatori Lodi                                      | 3° in Serie A1          |
| Italia     | Valdagno            | Hockey Marzotto Valdagno                          | 2° in Serie A1          |
| Italia     | Viareggio           | Sporting Club Centro Giovani Calciatori Viareggio | Campione d'Italia       |
| Germania   | Iserlohn            | ERG Iserlohn                                      | 2° in Bundesliga        |
| Germania   | Wuppertal           | RSC Cronenberg                                    | Campione di Germania    |
| Francia    | Coutras             | US Coutras                                        | Campione di Francia     |
| Svizzera   | Ginevra             | Genève Rink-Hockey Club                           | Campione di Svizzera    |

## Risultati

### Fase a gironi
La composizione dei quattro raggruppamenti è stata determinata mediante un sorteggio che ha avuto luogo a Ginevra il 9 settembre 2011.

#### Gruppo A

##### Prima giornata
| Arbitri: | Lamela Monteiro |

|                           |            |           |
| M. Bertolucci Orlandi (2) | Marcatori  | Torra (3) |
| M. Mariotti               | Allenatori | Cairo     |

| Arbitri: | Rotelli Ferrari |

|                    |            |          |
| Montivero J. Silva | Marcatori  |          |
| Dantas             | Allenatori | F. López |

##### Seconda giornata
| Arbitri: | Carmazzi Barbarisi |

|               |            |                    |
| Torra Álvarez | Marcatori  | Montivero J. Silva |
| Cairo         | Allenatori | Dantas             |

| Arbitri: | Carpelho Romão |

|                                     |            |                                         |
| Esteller (2) Feixas (2) P. Bargalló | Marcatori  | M. Bertolucci E. García (4) E. Mariotti |
| F. López                            | Allenatori | M. Mariotti                             |

##### Terza giornata
| Arbitri: | Monteiro J. Ventura |

|          |            |                        |
|          | Marcatori  | Ordeig Torra R. García |
| F. López | Allenatori | Cairo                  |

| Arbitri: | Ribó Molina |

|                                                           |            |                       |
| Tiago Resende (2) Tiago Rafael Montivero (3) M. Fernández | Marcatori  | E. García E. Mariotti |
| Dantas                                                    | Allenatori | M. Mariotti           |

##### Quarta giornata
| Arbitri: | Fermi Galoppi |

|                               |            |                            |
| Gual Juliá Torra Panadero (2) | Marcatori  | Ferrés Mitjans P. Bargalló |
| Cairo                         | Allenatori | F. López                   |

| Arbitri: | Delfa Pradés |

|                             |            |        |
| M. Bertolucci (2) E. García | Marcatori  |        |
| M. Mariotti                 | Allenatori | Dantas |

##### Quinta giornata
| Arbitri: | Lamela Joaquim Pinto |

|                                              |            |                                    |
| Juliá Ordeig (2) Torra Panadero (3) Borregán | Marcatori  | A. Bertolucci D. Motaran E. García |
| Cairo                                        | Allenatori | M. Mariotti                        |

| Arbitri: | Carmazzi Perrone |

|                                     |            |                    |
| P. Bargalló (2) Del Amor (2) Feixas | Marcatori  | Montivero J. Silva |
| F. López                            | Allenatori | Dantas             |

##### Sesta giornata
| Arbitri: | Bisacco Da Prato |

|                                 |            |           |
| Tiago Rafael Montivero J. Silva | Marcatori  | Torra (2) |
| Dantas                          | Allenatori | Cairo     |

| Arbitri: | Inácio Joaquim Pinto |

|                                                        |            |                       |
| M. Bertolucci E. García (2) D. Motaran (2) E. Mariotti | Marcatori  | Esteller Mitjans Seró |
| M. Mariotti                                            | Allenatori | F. López              |

##### Classifica
|   | Gruppo A      | Punti | G | V | N | P | GF | GS | DR |
| - | ------------- | ----- | - | - | - | - | -- | -- | -- |
| 1 | Barcellona    | 11    | 6 | 3 | 2 | 1 | 23 | 14 | +9 |
| 2 | Candelária    | 10    | 6 | 3 | 1 | 2 | 16 | 14 | +2 |
| 3 | CGC Viareggio | 10    | 6 | 3 | 1 | 2 | 23 | 26 | -3 |
| 4 | Noia          | 3     | 6 | 1 | 0 | 5 | 16 | 24 | -8 |

#### Gruppo B

##### Prima giornata
| Arbitri: | Mayor De la Hera |

|          |            |              |
| Cano (2) | Marcatori  | V. Pinto (2) |
| Roques   | Allenatori | Querido      |

| Arbitri: | Esoli Tarassioux |

|                                              |            |               |
| Casanovas Molet (3) Marín Adroher (2) Ferrer | Marcatori  | Wochnik Velte |
| A. Domínguez                                 | Allenatori | Steup         |

##### Seconda giornata
| Arbitri: | Perrone Tartarelli |

|              |            |              |
| Nuno Resende | Marcatori  | Marín        |
| Querido      | Allenatori | A. Domínguez |

| Arbitri: | Armati Eggimann |

|                                                  |            |                           |
| Coelho (2) Haupt Bernadowitz Wochnik Velte Nusch | Marcatori  | J. Lafargue C. García (2) |
| Steup                                            | Allenatori | Roques                    |

##### Terza giornata
| Arbitri: | Valverde A. Gómez |

|                           |            |        |
| Tó Silva (2) V. Pinto (2) | Marcatori  | Coelho |
| Querido                   | Allenatori | Steup  |

| Arbitri: | Barbarisi Corponi |

|                          |            |              |
| Ducourtioux Lasnier Cano | Marcatori  | Caldú (4)    |
| Roques                   | Allenatori | A. Domínguez |

##### Quarta giornata
| Arbitri: | Esoli Nicolle |

|       |            |                                                  |
| Velte | Marcatori  | Nuno Resende (2) Ramos (3) Tó Silva V. Pinto (2) |
| Steup | Allenatori | Querido                                          |

| Arbitri: | Armati Eggimann |

|                                          |            |                          |
| Caldú Casanovas Marín Adroher (2) Ferrer | Marcatori  | C. García (2) Lafourcade |
| A. Domínguez                             | Allenatori | Roques                   |

##### Quinta giornata
| Arbitri: | Sanz Mariñas |

|                                             |            |                  |
| Ramos (3) F. Silva Tó Silva (2) Azevedo (2) | Marcatori  | Loches C. García |
| Querido                                     | Allenatori | Roques           |

| Arbitri: | Tartarelli Andrisani |

|         |            |                          |
| Wochnik | Marcatori  | Casanovas Adroher Ferrer |
| Steup   | Allenatori | A. Domínguez             |

##### Sesta giornata
| Arbitri: | Ribó Molina |

|            |            |           |
| Lafourcade | Marcatori  | Velte (2) |
| Roques     | Allenatori | Steup     |

| Arbitri: | Carmazzi Galoppi |

|                    |            |                            |
| Ollé Marín Adroher | Marcatori  | F. Silva Tó Silva V. Pinto |
| A. Domínguez       | Allenatori | Querido                    |

##### Classifica
|   | Gruppo B      | Punti | G | V | N | P | GF | GS | DR  |
| - | ------------- | ----- | - | - | - | - | -- | -- | --- |
| 1 | Reus Deportiu | 14    | 6 | 4 | 2 | 0 | 25 | 13 | +12 |
| 2 | Oliveirense   | 12    | 6 | 3 | 3 | 0 | 23 | 7  | +16 |
| 3 | Cronenberg    | 6     | 6 | 2 | 0 | 4 | 14 | 27 | -13 |
| 4 | Coutras       | 1     | 6 | 0 | 1 | 5 | 14 | 29 | -15 |

#### Gruppo C

##### Prima giornata
| Arbitri: | Carmazzi Bisacco |

|                              |            |                           |
| R. Ventura (3) Pedro Gil (4) | Marcatori  | Barreiros J. Bargalló (3) |
| A. Neves                     | Allenatori | C. Gil                    |

| Arbitri: | Ullrich Schäfer |

|                    |            |                   |
| Tataranni (3) Rigo | Marcatori  | García Méndez (3) |
| F. Vanzo           | Allenatori | Antunes           |

##### Seconda giornata
| Arbitri: | F. García Melero |

|                                         |            |                                                                         |
| García Méndez (2) Alves (2) Von Däniken | Marcatori  | F. Santos Suissas (2) R. Ventura (2) Moreira Oliveira (3) Pedro Gil (3) |
| Antunes                                 | Allenatori | A. Neves                                                                |

| Arbitri: | Inácio Cardoso |

|                                             |            |          |
| J. Lamas A. Pérez (2) Barreiros J. Bargalló | Marcatori  | Nicolía  |
| C. Gil                                      | Allenatori | F. Vanzo |

##### Terza giornata
| Arbitri: | Martínez Mariñas |

|                                  |            |                                  |
| Suissas R. Ventura (2) Pedro Gil | Marcatori  | Nicolía (3) De Oro Tataranni (4) |
| A. Neves                         | Allenatori | F. Vanzo                         |

| Arbitri: | Ullrich Löwe |

|                                                       |            |                             |
| J. Lamas (3) Pascuàl Miras (2) A. Pérez (3) Barreiros | Marcatori  | García Méndez Jiménez Alves |
| C. Gil                                                | Allenatori | Antunes                     |

##### Quarta giornata
| Arbitri: | Corponi Rotelli |

|                   |            |                                |
| García Méndez (2) | Marcatori  | Miras A. Pérez J. Bargalló (2) |
| Antunes           | Allenatori | C. Gil                         |

| Arbitri: | Galán Bifet |

|                                                   |            |                                                     |
| D. Nicoletti (2) Nicolía Tataranni (2) Rigo Cocco | Marcatori  | F. Santos Suissas R. Ventura T. Santos (2) Oliveira |
| F. Vanzo                                          | Allenatori | A. Neves                                            |

##### Quinta giornata
| Arbitri: | Barbarisi Da Prato |

|                |            |                         |
| Miras E. Lamas | Marcatori  | R. Ventura (2) Oliveira |
| C. Gil         | Allenatori | A. Neves                |

| Arbitri: | Esoli Nicolle |

|                   |            |                                         |
| García Méndez (2) | Marcatori  | Randon Nicolía De Oro (2) Tataranni (5) |
| Antunes           | Allenatori | F. Vanzo                                |

##### Sesta giornata
| Arbitri: | J. Gómez Melero |

|                                                                       |            |                           |
| Suissas N. Pereira R. Ventura T. Santos (2) Moreira (2) Pedro Gil (3) | Marcatori  | Alves (2) Von Däniken (2) |
| A. Neves                                                              | Allenatori | Antunes                   |

| Arbitri: | José Pinto Monteiro |

|                     |            |                                   |
| Nicolía De Oro Rigo | Marcatori  | J. Lamas E. Lamas J. Bargalló (2) |
| F. Vanzo            | Allenatori | C. Gil                            |

##### Classifica
|   | Gruppo C          | Punti | G | V | N | P | GF | GS | DR  |
| - | ----------------- | ----- | - | - | - | - | -- | -- | --- |
| 1 | Deportivo Liceo   | 12    | 6 | 4 | 0 | 2 | 29 | 19 | +10 |
| 2 | Marzotto Valdagno | 12    | 6 | 4 | 0 | 2 | 32 | 24 | +8  |
| 3 | Porto             | 12    | 6 | 4 | 0 | 2 | 42 | 30 | +12 |
| 4 | Ginevra           | 0     | 6 | 0 | 0 | 6 | 19 | 49 | -30 |

#### Gruppo D

##### Prima giornata
| Arbitri: | Ribó Molina |

|                                                     |            |                     |
| V. Neves Sérgio Silva Cacau (2) Viana (3) Rodrigues | Marcatori  | Milewski S. Pereira |
| Sénica                                              | Allenatori | Berenbeck           |

| Arbitri: | Joaquim Pinto Peixoto |

|                                |            |          |
| Montigel (3) Platero Festa (2) | Marcatori  | Carbó    |
| Marzella                       | Allenatori | Figueroa |

##### Seconda giornata
| Arbitri: | Fermi Andrisani |

|                       |            |                              |
| Titi Roca Ordóñez (3) | Marcatori  | Diogo Rafael Cacau (2) Viana |
| Figueroa              | Allenatori | Sénica                       |

| Arbitri: | Valverde Delfa |

|               |            |                                            |
| S. Glowka (2) | Marcatori  | Bresciani Antezza A. Romero (2) M. Motaran |
| Berenbeck     | Allenatori | Marzella                                   |

##### Terza giornata
| Arbitri: | Carpelho Guilherme |

|                                                           |            |           |
| Masolíver B. López (2) Titi Roca Bancells Pla Ordóñez (2) | Marcatori  | Bender    |
| Figueroa                                                  | Allenatori | Berenbeck |

| Arbitri: | F. García Delfa |

|                                                       |            |                                         |
| Antezza (2) M. Motaran Montigel Platero (2) Festa (2) | Marcatori  | Sérgio Silva (3) Diogo Rafael Rodrigues |
| Marzella                                              | Allenatori | Sénica                                  |

##### Quarta giornata
| Arbitri: | Valverde J. Gómez |

|                                                      |            |          |
| Sérgio Silva (3) Diogo Rafael (2) Viana (2) C. López | Marcatori  |          |
| Sénica                                               | Allenatori | Marzella |

| Arbitri: | José Pinto Torres |

|            |            |                              |
| S. Pereira | Marcatori  | B. López Carbó Titi Roca (2) |
| Berenbeck  | Allenatori | Pujol                        |

##### Quinta giornata
| Arbitri: | Inácio Guilherme |

|                       |            |                    |
| Titi Roca Ordóñez (2) | Marcatori  | Montigel A. Romero |
| Pujol                 | Allenatori | Marzella           |

| Arbitri: | Schneider Lewis |

|                      |            |                                                              |
| S. Glowka S. Pereira | Marcatori  | V. Neves Diogo Rafael Cacau (2) C. López Viana (2) Rodrigues |
| Berenbeck            | Allenatori | Sénica                                                       |

##### Sesta giornata
| Arbitri: | Barbarisi Ferrari |

|                                                  |            |           |
| Diogo Rafael Sérgio Silva (2) C. López Rodrigues | Marcatori  | Titi Roca |
| Sénica                                           | Allenatori | Pujol     |

| Arbitri: | Varela Mayor |

|                       |            |           |
| Platero Antezza Squeo | Marcatori  | Bender    |
| Marzella              | Allenatori | Berenbeck |

##### Classifica
|   | Gruppo D     | Punti | G | V | N | P | GF | GS | DR  |
| - | ------------ | ----- | - | - | - | - | -- | -- | --- |
| 1 | Benfica      | 13    | 6 | 4 | 1 | 1 | 38 | 17 | +21 |
| 2 | Amatori Lodi | 12    | 6 | 4 | 0 | 2 | 24 | 20 | +4  |
| 3 | Vic          | 10    | 6 | 3 | 1 | 2 | 21 | 19 | +2  |
| 4 | Iserlohn     | 0     | 6 | 0 | 0 | 6 | 9  | 36 | -27 |

## Final eight
La final eight ha avuto luogo al PalaCastellotti di Lodi da giovedì 24 a domenica 27 maggio 2012; l'evento è stato organizzato dall'Amatori Lodi, con la collaborazione del Marzotto Valdagno e della Lega Nazionale Hockey.

### Tabellone
La composizione del tabellone è stata determinata mediante un sorteggio che si è svolto a Lisbona il 15 aprile 2012.
|  | Quarti di finale      | Quarti di finale  | Quarti di finale  |                 |                   | Semifinali  | Semifinali | Semifinali |  |  | Finale            | Finale     | Finale |
|  |                       |                   |                   |                 |                   |             |            |            |  |  |                   |            |        |
|  | Portogallo (bandiera) | Oliveirense       | 2                 |                 |                   |             |            |            |  |  |                   |            |        |
|  | Spagna (bandiera)     | Barcellona        | 6                 |                 |                   |             |            |            |  |  |                   |            |        |
|  | Spagna (bandiera)     | Barcellona        | 6                 |                 | Spagna (bandiera) | Barcellona  | 5          |            |  |  |                   |            |        |
|  |                       |                   |                   |                 | Spagna (bandiera) | Barcellona  | 5          |            |  |  |                   |            |        |
|  |                       | Spagna (bandiera) | Reus Deportiu     | 2               |                   |             |            |            |  |  |                   |            |        |
|  | Spagna (bandiera)     | Spagna (bandiera) | Reus Deportiu     | 2               | Reus Deportiu     | 3           |            |            |  |  |                   |            |        |
|  | Spagna (bandiera)     |                   |                   |                 | Reus Deportiu     | 3           |            |            |  |  |                   |            |        |
|  | Italia (bandiera)     | Amatori Lodi      | 1                 |                 |                   |             |            |            |  |  |                   |            |        |
|  |                       |                   |                   |                 |                   |             |            |            |  |  | Spagna (bandiera) | Barcellona | 2      |
|  |                       |                   | Spagna (bandiera) | Deportivo Liceo | 4                 |             |            |            |  |  |                   |            |        |
|  | Portogallo (bandiera) | Benfica           | 5                 |                 |                   |             |            |            |  |  |                   |            |        |
|  | Italia (bandiera)     | Marzotto V.       | 11                |                 |                   |             |            |            |  |  |                   |            |        |
|  | Italia (bandiera)     | Marzotto V.       | 11                |                 | Italia (bandiera) | Marzotto V. | 3          |            |  |  |                   |            |        |
|  |                       |                   |                   |                 | Italia (bandiera) | Marzotto V. | 3          |            |  |  |                   |            |        |
|  |                       | Spagna (bandiera) | Deportivo Liceo   | 5               |                   |             |            |            |  |  |                   |            |        |
|  | Portogallo (bandiera) | Spagna (bandiera) | Deportivo Liceo   | 5               | Candelária        | 2           |            |            |  |  |                   |            |        |
|  | Portogallo (bandiera) |                   |                   |                 | Candelária        | 2           |            |            |  |  |                   |            |        |
|  | Spagna (bandiera)     | Deportivo Liceo   | 4                 |                 |                   |             |            |            |  |  |                   |            |        |

### Quarti di finale
| Arbitri: | Bisacco Corponi |

|                        |            |                                                                           |
| Tó Silva 33'52" 45'12" | Marcatori  | 8'04" 41'38" Torra 12'46" 39'49" Álvarez 19'53" Panadero 35'47" R. García |
| H. Pinho               | Allenatori | Cairo                                                                     |

| Arbitri: | Monteiro Joaquim Pinto |

|                                          |            |              |
| Marín 24'32" Caldú 28'52" Adroher 46'37" | Marcatori  | 12'39" Festa |
| A. Domínguez                             | Allenatori | Marzella     |

| Arbitri: | Corponi Bisacco |

|                                     |            |                                                          |
| M. Fernández 38'22" J. Silva 47'48" | Marcatori  | 5'39" Barreiros 18'29" Pascuàl 19'55" 45'35" J. Bargalló |
| Dantas                              | Allenatori | C. Gil                                                   |

| Arbitri: | F. García Valverde |

|                                                                              |            | |
| Rodrigues 36'19" Diogo Rafael 37'59" Viana 45'15" 47'19" Sérgio Silva 47'48" | Marcatori  | 13'22" 39'08" 46'26" 48'58" Tataranni 14'44" 16'34" 34'14" 40'42" 44'11" De Oro 24'27" Nicolía 35'52" F. Rossi |
| Sénica                                                                       | Allenatori | F. Vanzo |

### Semifinali
| Arbitri: | Bisacco Corponi |

|                                                                 |            |                               |
| R. García 5'19" Álvarez 11'22" 36'56" Ordeig 26'43" Gual 40'06" | Marcatori  | 10'32" Marín 31'56" Casanovas |
| Cairo                                                           | Allenatori | A. Domínguez                  |

| Arbitri: | Joaquim Pinto Monteiro |

|                                        |            |                                                                             |
| Nicolía 10'41" 47'17" Tataranni 24'17" | Marcatori  | 7'10" Barreiros 18'35" Miras 34'52" Pascuàl 40'01" A. Pérez 45'59" E. Lamas |
| F. Vanzo                               | Allenatori | C. Gil                                                                      |

### Finale
| Arbitri: | Joaquim Pinto Monteiro |

|                                                                                                 |            | |
| R. García 3'45" Gual 33'00"                                                                     | Marcatori  | 3'58" J. Lamas 24'55" 49'58" J. Bargalló 49'33" Barreiros                                                    |
| Egurrola Ordeig R. García Borregán Torra Panadero Gual Álvarez (n.e.) Juliá (n.e.) S. Fernández | Formazioni | Malián E. Lamas J. Bargalló J. Lamas Barreiros Pascuàl Miras A. Pérez D. Rodríguez (n.e.) Tiago Sousa (n.e.) |
| Cairo                                                                                           | Allenatori | C. Gil |

## Squadra campione
| Squadra campione d'Europa 2011-2012 |
| ----------------------------------- |
| Liceo La Coruña (6º titolo)         |

### Organico
| N° | Naz.                  | Ruolo | Sportivo                    |  |  |  |
| -- | --------------------- | ----- | --------------------------- |  |  |  |
| 1  | Spagna (bandiera)     | P     | Xavier Malián               |  |  |  |
| 3  | Spagna (bandiera)     | A     | Josep Lamas (vice capitano) |  |  |  |
| 4  | Argentina (bandiera)  | A     | Matías Pascuàl              |  |  |  |
| 5  | Spagna (bandiera)     | D     | Sergio Miras                |  |  |  |
| 6  | Spagna (bandiera)     | D     | Eduard Lamas                |  |  |  |
| 8  | Spagna (bandiera)     | D     | David Rodríguez             |  |  |  |
| 9  | Spagna (bandiera)     | D     | Jordi Bargalló (capitano)   |  |  |  |
| 10 | Angola (bandiera)     | P     | Tiago Sousa                 |  |  |  |
| 57 | Spagna (bandiera)     | A     | Antonio Pérez               |  |  |  |
| 77 | Portogallo (bandiera) | A     | Ricardo Barreiros           |  |  |  |

- Allenatore:  Carlos Gil
- Preparatore atletico:  Damián Meijueiro